# Інвентарні правила
«Правила для управління маєтками по затверджених для оних інвентарям», більш відомі як Інвентарні правила (1847—1848) — положення, які визначали розмір селянського наділу та уніфікували повинності поміщицьких селян на Правобережній Україні, Білорусі та Литві. 
Інвентарні правила були запроваджені російським імператором Миколою І і спрямовані на обмеження кріпосного права. До цього монарха спонукала загроза повного розорення селян. 15 (27) квітня 1844 Микола І затвердив «Положення комітету західних губерній про заснування губернських комітетів для запровадження інвентарів». Комітети повинні були складати та затверджувати інвентарі по кожному маєтку строком на 6 років. Того ж року було відкрито губернські комітети і в південно-західному краї. 
У червні 1846 київський генерал-губернатор Д. Г. Бібіков повідомив уряд, що інвентарі, розроблені комітетами, не є ефективними через їх розрізненість, різноманітність. Він запропонував урядові затвердити інші інвентарі, розроблені в його канцелярії за єдиною формою. Уряд погодився, і єдині правила було затверджено 26 травня (7 червня) 1847, а в новій редакції — 29 грудня 1848 (10 січня 1849).